# Lista de presidentes de Nauru
Estes são os presidentes de Nauru desde 1968 até a atualidade.
| Nº. | Presidente                    | Desde                   | Até                     |
| --- | ----------------------------- | ----------------------- | ----------------------- |
| 1.  | Hammer DeRoburt               | 31 de janeiro de 1968   | 22 de dezembro de 1976  |
| 2   | Bernard Dowiyogo              | 22 de dezembro de 1976  | 22 de dezembro de 1976  |
| 3   | Lagumot Harris                | 22 de dezembro de 1976  | 22 de dezembro de 1976  |
| 4   | Bernard Dowiyogo              | 22 de dezembro de 1976  | 19 de abril de 1978     |
| 5   | Lagumot Harris                | 19 de abril de 1978     | 15 de maio de 1978      |
| 6   | Hammer DeRoburt (2º mandato)  | 15 de maio de 1978      | 17 de setembro de 1986  |
| 7   | Kennan Adeang                 | 17 de setembro de 1986  | 1 de outubro de 1986    |
| 8   | Hammer DeRoburt (3º mandato)  | 1 de outubro de 1986    | Dezembro de 1986        |
| 9   | Kennan Adeang (2º mandato)    | Dezembro de 1986        | Dezembro de 1986        |
| 10  | Hammer DeRoburt (4º mandato)  | Dezembro de 1986        | 17 de agosto de 1989    |
| 11  | Kenos Aroi                    | 17 de agosto de 1989    | 12 de dezembro de 1989  |
| 12  | Bernard Dowiyogo (2º mandato) | 12 de dezembro de 1989  | 22 de novembro de 1995  |
| 13  | Lagumot Harris (2º mandato)   | 22 de novembro de 1995  | 11 de novembro de 1996  |
| 14  | Bernard Dowiyogo (3º mandato) | 11 de novembro de 1996  | 26 de novembro de 1996  |
| 15  | Kennan Adeang (3º mandato)    | 26 de novembro de 1996  | 19 de dezembro de 1996  |
| 16  | Ruben Kun                     | 19 de dezembro de 1996  | 13 de fevereiro de 1997 |
| 17  | Kinza Clodumar                | 13 de fevereiro de 1997 | 18 de junho de 1998     |
| 18  | Bernard Dowiyogo (4º mandato) | 18 de junho de 1998     | 27 de abril de 1999     |
| 19  | René Harris                   | 27 de abril de 1999     | 20 de abril de 2000     |
| 20  | Bernard Dowiyogo (5º mandato) | 20 de abril de 2000     | 30 de março de 2001     |
| 21  | René Gabriel Rocha da Costa   | 30 de março de 2001     | 30 de março de 2001     |
| 22  | Bernard Dowiyogo              | 30 de março de 2001     | 30 de março de 2001     |
| 23  | René Harris (2º mandato)      | 30 de março de 2001     | 9 de janeiro de 2003    |
| 24  | Bernard Dowiyogo (6º mandato) | 9 de janeiro de 2003    | 17 de janeiro de 2003   |
| 25  | René Harris (3º mandato)      | 17 de janeiro de 2003   | 18 de janeiro de 2003   |
| 26  | Bernard Dowiyogo (7º mandato) | 18 de janeiro de 2003   | 10 de março de 2003     |
| 27  | Derog Gioura                  | 10 de março de 2003     | 29 de maio de 2003      |
| 28  | Ludwig Scotty                 | 29 de maio de 2003      | 8 de agosto de 2003     |
| 29  | René Harris (4º mandato)      | 8 de agosto de 2003     | 22 de julho de 2004     |
| 30  | Ludwig Scotty (2º mandato)    | 22 de julho de 2004     | 19 de dezembro de 2007  |
| 31  | Marcus Stephen                | 19 de dezembro de 2007  | 10 de novembro de 2011  |
| 32  | Frederick Pitcher             | 10 de novembro de 2011  | 15 de novembro de 2011  |
| 33  | Sprent Dabwido                | 15 de novembro de 2011  | 11 de junho de 2013     |
| 34  | Baron Waqa                    | 11 de junho de 2013     | 27 de agosto de 2019    |
| 35  | Lionel Aingimea               | 27 de agosto de 2019    | 28 de setembro de 2022  |
| 36  | Russ Kun                      | 28 de setembro de 2022  | 30 de outubro de 2023   |
| 37  | David Adeang                  | 30 de outubro de 2023   | presente                |